# Aqedis
Aqedis ist ein nubischer Gott. 
Aqedis hatte offenbar nur in Naqa lokale Bedeutung. Er ist auf der Seitenwand des von Natakamani erbauten Löwentempels in Naqa zusammen mit Apedemak, Horus und Amun dargestellt. Seine Ikonographie ähnelt der des Ptah. Er erscheint auch auf den Fragmenten eines Kiosks, der sich im Tempel von Tabo fand.